# Paisaje agrícola del sur de Öland
El paisaje agrícola del sur de Öland (o Stora Alvaret) es una llanura de caliza estéril en la isla de Öland, Suecia. Debido a la delgada capa de suelo y altos niveles de pH, existe un gran surtido de vegetación, incluyendo numerosas especies raras. Ha sido designado un lugar Patrimonio de la Humanidad por la Unesco debido a su extraordinaria biodiversidad y prehistoria. La superficie de esta formación supera los 260 km², haciendo de ella la mayor extensión de este tipo en Europa y comprendiendo sobre una cuarta parte de la superficie de tierra de la isla. Stora Alvaret no carece de árboles, al contrario de una errónea creencia generalizada; de hecho, alberga una variedad de árboles raquíticos escasos semejantes a un bosque pigmeo. Este paisaje llamado a veces el Gran Alvar, es una zona en forma de daga de casi 40 kilómetros de largo y alrededor de 10 kilómetros en su extremo septentrional más ancho.

## Orígenes geológicos
La llanura de caliza fue creado por la acción glaciar de avances anteriores de la edad del hielo. La formación de caliza en si fue creado alrededor de hace 500 millones de años en mares más al sur. Gradualmente endureciéndose hasta la piedra caliza y vagando hacia el norte, la piedra caliza de la Stora Alvaret contiene un rico registro fósil de algunas de las criaturas marinas que contribuyeron a él. Por ejemplo, ortoconos se encuentran en algunas de las estructuras actuales en la isla.
Sólo tan recientemente como hace 11.000 años emergieron las primeras porciones de la isla de Öland del mar Báltico, después de que la fuerte presión de los últimos glaciares fuese aliviada al fundirse. A lo largo de los siguientes miles de años, más hielo se fundió y la primera ola de grandes mamíferos incluyendo a los humanos emigraron por el puente de hielo desde tierra firme. Finalmente, un fino manto de suelo (sólo dos centímetros en la parte más profunda) se formó por la colonización de plantas de la caliza desnuda y algunas deposiciones llevadas por el viento, para crear la formación de alvar del presente. En muchos lugares la caliza no tiene nada de suelo sobre él.

## Hombre prehistórico
El asentamiento paleolítico más conocido es el de Alby, situado en la costa este de la isla, donde las excavaciones han revelado vestigios de cabañas de madera alrededor de una laguna prehistórica. Objetos recuperados incluyen evidencia de osos, martas, focas y focénidos, pero también varias tecnologías de caza y recolección a través del descubrimiento de lanzas de hueso, arpones de cornamenta de alce y sílex.
Evidencia de ringforts posteriores abundan incluyendo el lugar mejor conocido de Eketorp.  En la Edad del Bronce y la primera parte de la Edad del Hierro, presión extrema fue ejercida sobre las limitadas especies de árboles creciendo en la Stora Alvaret y sus márgenes.  Jannson sugiere que esta desaparición de árboles causaron una misteriosa evaporación de humanos alrededor del año 500 a. C. que está documentada en Eketorp y otros lugares. Se cree que provocó que la población humana en expansión pudo haber excedido de su capacidad de carga de este lugar alrededor del año 500 a. C. Más tarde, alrededor de los años 800 a 1000 varios asentamientos vikingos aparecieron en el fringe del Stora Alvaret.

## Ecología

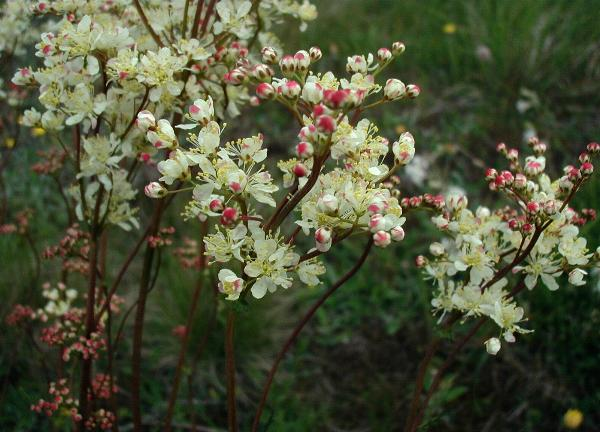
Planta de filipéndulas que se encuentra en el Stora Alvaret.

El primer estudio científico documentado del biota de Stora Alvaret tuvo lugar en el año 1741 con la visita de Linneo. Escribió sobre este ecosistema tan inusual: "Es notable cómo algunas plantas son capaces de sobrevivir en los lugares más secos y estériles del alvar".  Algunas especies relictas de la época glaciar están entre la paleta de flora del Stora Alvaret.  Una amplia variedad de flores silvestres y otras plantas se encuentran en el ecosistema de pavimento de caliza. Algunas de las especies que pueden encontrarse son Sedum, filipéndulas, Artemisia oelandica (endémico de Öland), Dasiphora fruticosa, orquídeas y vezos. La mayor parte de estas flores silvestres florecen desde mayo hasta julio.
Se encuentran también numerosas hierbas en este alvar incluyendo avena y Festuca ovina; como podría esperarse de la aparición de orquídeas, muchos hongos crecen en el paisaje agrícola del sur de Öland como Hygrocybe persistens y Lepiota alba.  Aunque el alvar aquí es conocido por sus condiciones de sequedad severas, hay algunos humedales estacionales y vernal pools, notablemente la zona de laguna vestigial al noroeste del pueblo de Alby.

## Logística práctica

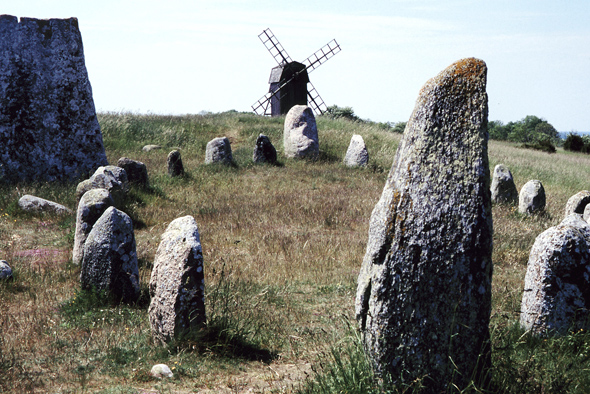
Sitio arqueológico en la isla de Öland.

El Stora Alvaret está limitada en el este, oeste y sur por una autopista de dos carriles perimetral pública que circunvala toda la isla. En varias latitudes hay carreteras menos mejoradas y atraviesa directamente el Stora Alvaret. Pequeños pueblos como Stora Vickleby, Gettlinge, Grönhögen, Hulterstad, Alby, Triberga y Vället quedan en el límite del Stora Alvaret a lo largo de la autopista perimetral. Hay pueblos más pequeños y en menor número dentro de la extensión de alvar en sí: Mockelmossen, Solberga y Flisas, por ejemplo.  Algunos de los antiguos pueblos están totalmente desiertos tales como Dröstorp. En el extremo sur del Stora Alvaret queda Ottenby, una granja de caza real histórica y hoy una reserva natural.